# Анетта Сондей
Анетта Сондей (пол. Anetta Sondey) (1971) — польський дипломат. Генеральний Консул Республіки Польща в Одесі (2005—2006).

## Життєпис
Народилася 1971 року. Закінчила Лодзький університет, факультет права і адміністрації; У Лейпцизькому університеті, вивчала міжнародне право. Володіє німецькою та російською мовами.
Розпочала дипломатичну роботу в правовому та договірному департаменту і бюро генерального директора закордонної служби Міністерства закордонних справ Республіки Польща (1995-1996); Аташе Посольства Республіки Польща у Відні, Австрія (1996-1997);
Співробітниця групи віцепрезидента Центрального представництва Банку РКО ВР у Варшаві (2002-2003); Співробітниця Посольства Польської Республіки в Єревані, Вірменія (2003); Віце-консул Генерального консульства Республіки Польща в Одесі, Україна (2003-2005).
У 2005—2006 рр. — в.о. Генеральний консул Республіки Польща в Одесі, Україна.